# 威廉·沙纳
威廉·沙納（英語：William Shaner，2001年4月25日—）是美國射擊運動員。他在2018年世界射擊錦標賽50公尺步槍臥射項目奪下銅牌，2020年夏季奧林匹克運動會10公尺空氣步槍項目奪下金牌。

## 外部連結
- 威廉·沙纳在国际射击运动联合会